# Bean – Der ultimative Katastrophenfilm
Bean – Der ultimative Katastrophenfilm ist eine Filmkomödie aus dem Jahr 1997. Die Hauptfigur Mr. Bean ist aus der gleichnamigen Comedy-Serie bekannt. In Deutschland sahen etwa 4,2 Millionen Menschen den Film.

## Handlung
Mr. Bean arbeitet als Museumswächter in der Londoner Royal National Gallery. Da er vollkommen untauglich ist und oftmals im Dienst einschläft, soll er so schnell wie möglich entlassen werden. Es stellt sich allerdings heraus, dass er vom damaligen Museumsdirektor und heutigen -präsidenten persönlich eingestellt worden ist, der von einer Entlassung nichts hören will. Um ihn dennoch loszuwerden, schickt ihn der Vorstand als angeblichen Kunstexperten nach Kalifornien, wo die Grierson Gallery in Los Angeles für fünfzig Millionen US-Dollar das Gemälde Whistlers Mutter gerade vom Pariser Musée d’Orsay erworben hat. Bean soll dort einen Fachvortrag über das Werk halten.

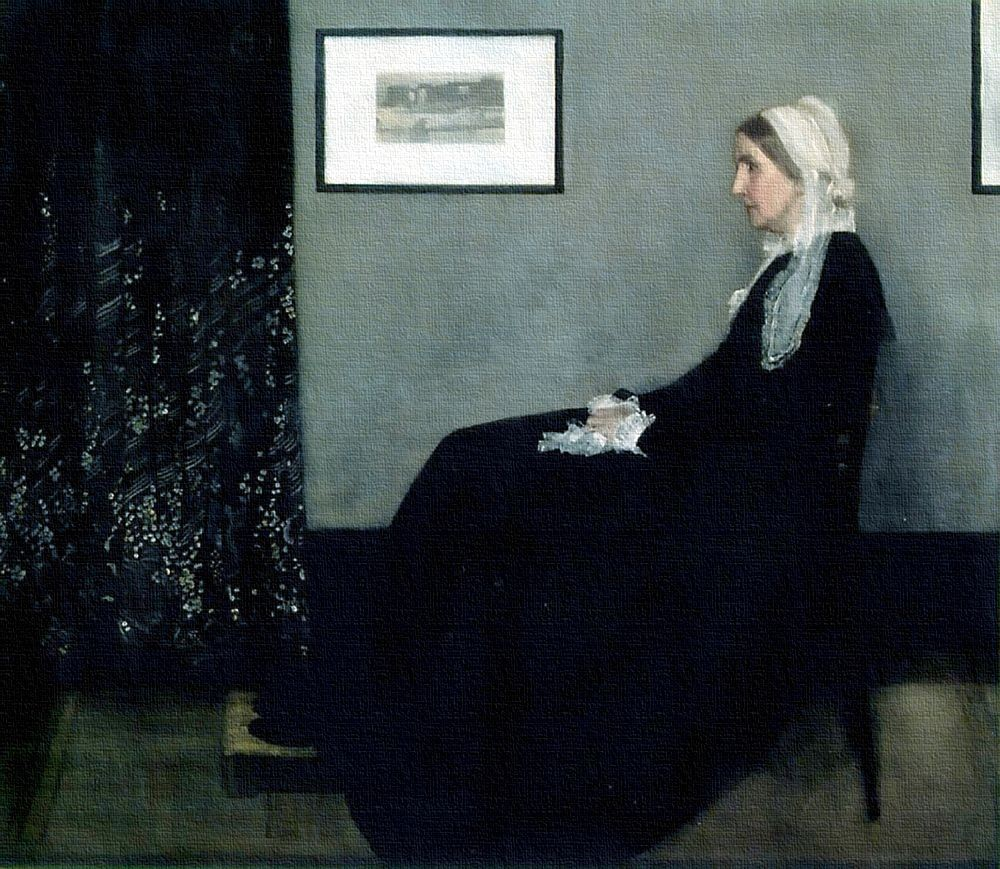
Whistlers Mutter

David Langley, der Kurator der amerikanischen Galerie, nimmt Bean, den er für einen überragenden Experten hält, gegen den Willen seiner Frau Alison bei sich zu Hause auf. Alisons Bedenken erweisen sich als berechtigt: Bean bringt das Familienleben der Langleys völlig durcheinander. Alison ist von Beans unkonventionellem Verhalten entsetzt und fährt mit den beiden Kindern Kevin und Jennifer zu ihrer Mutter. David akzeptiert die Lage zunächst und fährt mit Bean in die Galerie, um mit den Museumskollegen die weiteren Schritte zu besprechen, wo Bean sofort durch rätselhaftes und tollpatschiges Verhalten auffällt. Galeriedirekter Grierson macht David darauf aufmerksam, dass Bean allein seine Wahl gewesen sei und jegliche problematische Zwischenfälle auf ihn zurückgeführt würden. Dadurch befindet sich David nun selbst in einer misslichen Lage. Um seine Frau zurückzugewinnen, müsste er den ungeschickten Bean vor die Tür setzen; von diesem hängt jetzt allerdings auch seine berufliche Karriere ab. Als David zusätzlich erfährt, dass Bean keinen Doktortitel und auch keinerlei Kenntnisse in Kunstgeschichte besitzt, scheint die Lage aussichtslos.
Einige Tage später trifft das Gemälde in der Galerie ein und wird vom Vorstand bestaunt. Als die anderen sich zu einer Sicherheitsbesprechung zurückziehen, ist Bean einen Moment lang mit dem Bild allein. Bei einem heftigen Niesanfall beschmutzt er es und versucht es mit seinem Taschentuch zu säubern, doch dieses hat sich durch einen ausgelaufenen Kugelschreiber in seiner Sakkotasche tintenblau verfärbt. Nun ziert ausgerechnet den Kopf von Whistlers Mutter ein riesiger blauer Fleck. Der verzweifelte Bean bringt das Bild – wegen der Sicherheitsbesprechung unbemerkt – mit einigen Tricks in die Museumswerkstatt, wo es ihm zunächst gelingt, die blaue Farbe mit Verdünnungsmittel zu entfernen, doch davon wird auch die Originalfarbe angegriffen und schlägt Blasen; beim Wegwischversuch beseitigt Bean die Originalfarbe vollständig. Er kritzelt ein neues Gesicht auf, das das Bild vollkommen ins Lächerliche zieht. Als David von dem Unglück erfährt, das seine eigene Karriere beenden wird, geht er mit Bean in eine Kneipe und betrinkt sich. Als die beiden mitten in der Nacht nach Hause kommen, werden sie zu ihrer Überraschung von Alison und den Kindern erwartet, die nun angesichts von Davids Zustand endgültig gehen. Es scheint keinen Ausweg aus dem Dilemma zu geben, bis Bean in der Nacht eine Idee hat. In einer Nacht-und-Nebel-Aktion bricht er geschickt in die Galerie ein und tauscht das verunstaltete Bild durch ein gedrucktes Poster in Originalgröße aus, das er wie ein Gemälde präpariert.
Am nächsten Tag findet mit großem Presserummel die feierliche Enthüllung statt. David, sein Ende vor Augen, wundert sich über Beans beste Laune. Ein scheinbar makelloses Bild fährt aus dem Safe, David ist überglücklich. Beans Ansprache als Kunstexperte fällt sehr kurz und unkonventionell aus, kommt aber gut an, da er den Wert der Familie betont, der sich darin ausdrücke. Nach der Zeremonie erfährt David, dass seine Tochter Jennifer in einen Motorradunfall verwickelt worden sei. Eilig fährt David mit Bean ins Krankenhaus, wo dieser aufgrund seines Namensschildes „Dr. Bean“ fälschlicherweise für einen Chirurgen gehalten wird und zunächst dem Polizisten aus der Galerie, der unterwegs bei einer Schießerei verletzt wurde, das Leben rettet. Auf der Suche nach einem Arzt stößt David auf Bean in OP-Kleidung, erkennt ihn wegen des Mundschutzes nicht, drängt ihn, seine im Koma liegende Tochter zu untersuchen, und verlässt das Zimmer mit Alison. In seiner Hilflosigkeit versucht Bean, die Jugendliche auf unterschiedliche Weisen aufzuwecken. Durch Zufall gelingt ihm dies schließlich; überglücklich versprechen ihm David und Alison, dass er noch eine weitere Woche bei ihnen wohnen könne.
Am Schluss hat Bean das verunstaltete Original des Gemäldes bei sich zu Hause aufgehängt.

## Bewertungen
„Unterhaltsames, in seiner Gesamtdramaturgie freilich äußerst konventionelles Lustspiel, das immerhin einige Paradeauftritte des Situationskomikers präsentiert.“

## Auszeichnungen
- 1997: Goldene Leinwand
- Die Deutsche Film- und Medienbewertung (FBW) verlieh dem Film das Prädikat „wertvoll“[2]

## Synchronisation
| Rollen             | Schauspieler    | Synchronsprecher         |
| Mr. Bean           | Rowan Atkinson  | Lutz Mackensy            |
| David Langley      | Peter MacNicol  | Udo Schenk               |
| Alison Langley     | Pamela Reed     | Heidi Weigelt            |
| George Grierson    | Harris Yulin    | Jochen Schröder          |
| Bernice Schimmel   | Sandra Oh       | Kerstin Sanders-Dornseif |
| Walter Merchandise | Tom McGowan     | Tom Deininger            |
| Jennifer Langley   | Tricia Vessey   | unbekannt                |
| Stingo Wheelie     | Johnny Galecki  | stumm                    |
| Kevin Langley      | Andrew Lawrence | Fabian Hollwitz          |
| Elmer              | Larry Drake     | Bert Franzke             |
| General Newton     | Burt Reynolds   | Norbert Langer           |
| Lt. Brutus         | Richard Gant    | Helmut Krauss            |

Synchronunternehmen: Berliner Synchron
Dialogbuch: Johanna Schneider
Dialogregie: Tom Deininger

## Trivia
- Im Gegensatz zur Serie, die sehr auf Atkinsons Mimik ausgelegt ist, spricht Mr. Bean im Film deutlich mehr und zudem relativ deutlich anstatt mit dem aus der Serie bekannten Grummelton, was von Fans eher kritisch gesehen wurde.
- Einige Gags aus der Serie wurden im Film wiederholt oder variiert, etwa, dass Mr. Bean im Flugzeug eine mit Erbrochenem gefüllte Spucktüte aufbläst und zum Platzen bringt. Das Motiv, dass Mr. Bean durch Ungeschick ein altes Bild zerstört, fand sich bereits im für die TV-Serie gedrehten, aber nie ausgestrahlten, sondern nur auf Video und DVD veröffentlichten Sketch The Library. Die Truthahn-Szene sollte ursprünglich noch länger sein, wobei, wie bereits in der TV-Folge Merry Christmas, Mr. Bean, Mr. Beans Kopf im Truthahn stecken bleibt und er mit dem Truthahn auf dem Kopf panisch umherläuft. Dies wurde aber schließlich aus dem Film herausgeschnitten.[4]
- Der damals noch weitgehend unbekannte Johnny Galecki hat eine kurze Nebenrolle als Motorradfahrer.
- Die damals ebenfalls noch unbekannte Sandra Oh, die später als Cristina Yang in der Serie Grey’s Anatomy bekannt wurde, ist ebenfalls in einer Nebenrolle zu sehen.
- Eine ähnliche Situation gab’s in der Anstreicher Episode in Spongebob Schwammkopf Serie, wo Spongebob und Patrick Mr Krabs ersten Dollar mit nicht-abwischbare Farbe verhunzt haben